# Andrés Marroquín Osorio
Andrés Marroquín Osorio (7 de diciembre de 1860-18 de julio de 1930) fue un político colombiano, miembro del Partido Conservador Colombiano.

## Biografía
Marroquín fue alcalde municipal de Bogotá entre septiembre de 1914 y febrero de 1917, en medio de la I Guerra Mundial, por designación del gobierno del conservador José Vicente Concha. 

## Familia
Era uno de los hijos del expresidente y escritor costumbrista José Manuel Marroquín de quien heredó su famosa hacienda Yerbabuena, hoy Castillo Marroquín.